# Riccardo di Clare, II conte di Pembroke
Riccardo di Clare (Tonbridge, 1130 – Dublino, 20 aprile 1176) è stato un nobile normanno, secondo conte di Pembroke e primo conte di Buckingham, noto come Strongbow (arco forte) per la sua abilità appunto con arco e freccia.

## Biografia
Riccardo era un cambro-normanno che diede un contributo importante alla conquista inglese dell'Irlanda.
Suo padre Gilberto di Clare, I conte di Pembroke morì quando lui aveva circa diciotto anni e ne ereditò il titolo di conte di Pembroke ma non le terre ai confini del Galles.
Quando Dermot MacMurrough, re del Leinster, chiese aiuto ad Enrico II d'Inghilterra per recuperare il suo regno fu indirizzato da lui e da altri baroni e cavalieri normanni e gallesi.
L'esercito così formato prese Wexford, Waterford e Dublino nel 1169 e nel 1170. Il giorno dopo la presa di Waterford Riccardo di Clare sposò la figlia di Dermot, Eva MacMurrough, e quando MacMurrough morì ne reclamò il regno in nome della moglie.
Enrico II si interessò alle nuove terre irlandesi dei suoi baroni, li convocò in Inghilterra, 1171, per farsi prestare il giuramento di fedeltà e preparare una sua invasione dell'Irlanda per assumerne la signoria. Adam di Hereford ricevette ampi territori da Strongbow-Riccardo di Clare, concesse terre in quello che oggi è Castlewarden , insieme a Wochtred (Oughter Ard), entrambi nella contea di Kildare, all'Abbazia di St Thomas a Dublino, portando alla fondazione del Priorato di St. Wolstan. I proprietari terrieri normanni, Warrisius di Peche del maniero di Lucan e Adam di Hereford signore di Leixlip, concessero nel 1219 le terre di Santa Caterina, ai fratelli dell'ordine dei canonici di San Vittore.

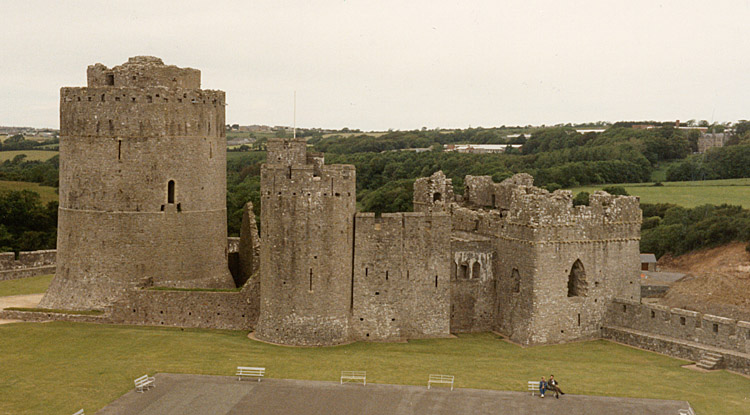
Castello di Pembroke

Quando nel 1173 i figli di Enrico II si sollevarono contro di lui in Normandia, Riccardo aiutò Enrico e per questo fu nominato governatore dell'Irlanda.
Riccardo morì per un'infezione ad un piede nel 1176, fu sepolto a Dublino nella Cattedrale di Christ Church.
Lasciò due figli, Gilberto di Clare, III conte di Pembroke, che morì ancora minore di età nel 1185 e Isabella, che fu promessa in moglie a Guglielmo il Maresciallo da Enrico II, ma gli fu data da Riccardo Cuor di Leone.
Guglielmo il Maresciallo fu un personaggio leggendario che dopo la morte di Giovanni Senza Terra divenne tutore del figlio minore Enrico e poi reggente del Regno.